# Karl Asmund Rudolphi
Karl Asmund Rudolphi (14. července 1771 Stockholm – 29. listopadu 1832 Berlín) byl německý anatom, botanik, zoolog švédského původu.

## Životopis
Karl Asmund Rudolphi se narodil jako mladší ze dvou synů německých rodičů usazeným ve Švédsku. Jeho otec Johann Rudolphi, narozený v Magdeburgu, působil v německém lyceu ve Stockholmu. Matka Elenora Katharina Margareta Elisabeth von Thienen pocházela z obchodnické rodiny ze Stralsundu, kam se po smrti otce v roce 1778 rodina přestěhovala. Jeho starší bratr se po odjezdu do Indie stal nezvěstným.
Roku 1790 odešel studovat medicínu na vysokou školu do starobylého Greifswaldu, který od roku 1631 až do roku 1815 patřil Švédsku. Při studiu se současně zabýval i botanikou a entomologií. V roce 1793 dosáhl magisterského titulu pojednáním Observationes circa vermes intestinales. Roku 1795 habilitoval dílem De ventriculis cerebri. Svůj vědecký obzor si rozšiřoval hojným cestováním, pobýval na univerzitách v Německu v Jeně, v Rakousku ve Vídni, v Holandsku, Francii a ve Švýcarsku. Roku 1797 byl jmenován mimořádným a roku 1808 řádným profesorem, vše na vysoké škole v Greifswaldu.
Do nově založené Berlínské university (nyní Humboldtova univerzita) nastoupil v roce 1810 jako profesor anatomie a současně se stal ředitelem tamního Anatomického ústavu. V této pozici působil plných 22 let. Dvě období byl i rektorem univerzity a založil v Berlíně zoologické muzeum, předchůdce Muzea přírodní historie.
V roce 1816 se stal profesorem na „Königlichem medizinisch-chirurigischem Friedrich-Wilhelmsinstitut“ a „Militärakademie“ v Berlíně, roku 1817 obdržel hodnost Královského rady. V roce 1816 byl zvolen zahraničním členem Královské švédské akademie věd. Zemřel v 61 létech na vodnatelnost.

## Dílo
Svou vědeckou činnost zaměřoval širokým směrem, zabýval se anatomií nervů, studoval růst semenných rostlin, zabýval se všeobecnými vlastnostmi buněk. Je jeden z prvních zastánců názoru, že houby i rostliny se skládají z buněk. Vypracoval prvé teorie pohybu končetin a svalů hrtanu, popsal strukturu velrybích kostí, vypracoval studie o průduších v buňkách rostlin. Největší zásluhy si však získal svým studiem parazitologie, nauky o cizopasných červech.
Jeho první velká publikace byla studie parazitických červů Enterozoorum sive vermium intestinalium historia naturalis. Je to první publikace popisující hlístice. Jeho druhá významná práce je Synopsis cui accedunt mantissima duplex et indices locupletissima, což bylo prvé detailní zpracování životních cyklů hlístic parazitujících lidi, jako je škrkavka dětská (Ascaris lumbricoides). V roce 1821 vydal Grundriss der Physiologie, ve kterém vyjádřil názor, že i lidé by měli být jako ostatní živočichové rozdělení do druhů. Tato práce je považována za předchůdce „vědeckého“ zdůvodnění rasismu v pozdějším nacistickém období.
Mezi jeho další významná díla patří
- Beobachtungen über die Eingeweidewürmer, dostupné na http://edocs.ub.uni-frankfurt.de/volltexte/2008/9950%5B%5D - švabach
- Neue Beobachtungen über die Eingeweidewürmer, dostupné na http://edocs.ub.uni-frankfurt.de/volltexte/2008/9946%5B%5D - švabach
- Synopsis cui accedunt mantissima duplex et indices locupletissima, (Amsterdam 1808-10)
- Anatomie der Pflanzen, (Berlin 1807)
- Beiträge zur Anthropologie und allgemeinen Naturgeschichte, (Berlin 1812)

Věnoval se také zatřiďování jednotlivých taxonů rostlin a živočichů. Jsou po něm pojmenováni někteří živočichové, např. korýš Rudolphia z čeledě Paraleptamphopidae. nebo brouk Rudolpia z čeledě mandelinkovití.
Byl velice aktivní sběratel mincí a medailí, napsal i básnickou sbírku. Přestože sám byl chirurg a anatom, odmítal vivisekci. Vyškolil několik svých pokračovatelů, mezi nejznámější patří Johannes Peter Müller, německý fyziolog, anatom a ichtyolog.

## Rodina
Spolu s první manželkou Friederikou Elonorou Wilhelmini měl dcery Julii a Emilii, z nichž první se stala manželkou českého přírodovědce Jana Evangelisty Purkyně. Z druhého manželství s dcerou greifswaldského starosty Charlotte Wilhelminou Meyerovou měl ještě tři dcery a syna, který se stal lékařem.